# Oliver Springs
Oliver Springs ist eine Town im US-Bundesstaat Tennessee. Das U.S. Census Bureau hat bei der Volkszählung 2020 eine Einwohnerzahl von 3.297 ermittelt. Oliver Springs ist zwischen drei Countys verteilt: Anderson County (Tennessee); Morgan County (Tennessee); und Roane County (Tennessee).

## Geographie
Laut dem United States Census Bureau hat die Stadt ein Gebiet mit insgesamt 13,3 km² Fläche. Oliver Springs liegt an der nördlichen Grenze der Ridge-and-Valley-Zone und zugleich am Rande des Crab-Orchard-Mountains-Anteils der Cumberland Mountains.

## Geschichte
Oliver Springs wurde 1830 unter dem Namen Winter's Gap gegründet. Der Name stammt von dem ersten dort bleibenden Siedler europäischer Abstammung namens Major Moses Winter.
Vor dieser Zeit wurde das Gebiet um Oliver Springs von der einheimischen Bevölkerung als Jagd- und Wohngebiet benutzt. Natürliche Mineralwasserquellen und reichlich wilde Tiere auf dem „Windrock Mountain“ halfen ihnen bei der Entscheidung sich hier niederzulassen. Das Wasser der Quellen wurde bis zum 20. Jahrhundert für medizinische Zwecke benutzt, da dieses als heilend angesehen wurde. Die Quellen wurden Tah-hah-lehaha genannt, was so viel wie Heilende Wasser bedeutet.
Das Land blieb von den europäischen Siedlern bis 1761 unentdeckt. Während dieser Zeit erforschte Elisha Walden die Clinch- und Powell River Valleys. Dennoch begann eine ernsthafte Ansiedlung in diesem Bereich nicht vor 1790.
1826 wurde Richard Oliver zum Postmeister ernannt. Die Stadt wurde ihm zu Ehren in Oliver’s Springs, dann kurz danach in Poplar Springs und kurz darauf wiederum in Oliver Springs umbenannt. Oliver stellte den Postservice von seiner 35-Raum-Villa aus zur Verfügung, welche auch als Gaststätte diente. Er war der Erste, der das kommerzielle Potential der Mineralwasserquellen ausnutzte, indem er seine Gäste zwischen den Quellen und der Gaststätte hin und her transportierte. Während des Sezessionskriegs wurde die Gaststätte als Hospital von beiden Seiten genutzt.
Joseph Richards kaufte 1873 Oliver’s Land. Er errichtete das erste Hotel, welches 1894 durch ein palastartiges und moderneres 150-Raum-Hotel ersetzt wurde. Oliver Springs wurde ein beliebter Ferienort. Das Oliver Springs Hotel wurde von wohlhabenden Gästen aus den gesamten Vereinigten Staaten und Europa besucht, um das Wasser der Quellen zu trinken und um darin zu baden. 1888 wurde eine Eisenbahnlinie durch Oliver Springs gebaut, welche tausende Besucher zu den Quellen brachte. Unglücklicherweise brannte das Hotel 1905 ab.
Zu Beginn des 20. Jahrhunderts wurde das Gebiet von der Kohlenindustrie abhängig. Laut dem Historiker Keith Glass begann die „Windrock Coal and Coke Company“, ein Tochterunternehmen der „Bessemer Coal, Iron and Land Company“, aus Birmingham (Alabama), ca. 1904 eine Kohlenmiene nahe Oliver Springs zu betreiben.
1942, also während des Zweiten Weltkrieges, begab sich die U.S. Regierung zu den benachbarten Gemeinden Robertsville, Edgemoor, East Fork, Elza, Bethel, Scarborough und Wheat, um die geheime Stadt Oak Ridge als Teil des Manhattan-Projekts zu errichten.
In den Jahren die auf das Ende des Kalten Krieges folgten, strengten sich Oliver Springs und seine Nachbarn an, eine solide Basis, auf welcher sie ihre Wirtschaft platzieren könnten, zu errichten. Oliver Springs hat mit vielen Industrien herumexperimentiert. In den Späten 1990ern wurde der Film October Sky nahe dem Kohlenabbaugebiet und im Zentrum der Stadt gedreht. Derzeit ist die lokale Wirtschaft daran interessiert, die Berge um Oliver Springs auszunutzen, welche vor allem bei All-Terrain-Vehicle-Fahrern sehr beliebt sind.

## Bildung
Oliver Springs ist zwischen drei Countys verteilt. Diese stellen ihre Bildungseinrichtungen der Stadt zur Verfügung.
Anderson County: Norwood Elementary School (bis 5. Klasse); Norwood Middle School (6. bis 8. Klasse); Clinton High School (9. bis 12. Klasse)
Morgan County: Coalfield School (bis 12. Klasse)
Roane County: Oliver Springs Elementary School (bis 8. Klasse); Oliver Springs High School (9. bis 12. Klasse)
Das vor kurzem wiederhergestellte, im Jahre 1896 erbaute Oliver Springs Railroad Depot, dient heute als öffentliche Bücherei der Stadt Oliver Springs. Die Bücherei beinhaltet auch das von Snyder E. Roberts erstellte geschichtliche Archiv der Stadt. Viele der hier erwähnten Informationen stammen aus diesem Archiv.